# Корыбут-Дашкевич, Дмитрий Ричардович
Дми́трий Ри́чардович Корыбу́т-Дашке́вич (1856—1924) — член Государственного совета Российской империи, помещик, предприниматель, известный коннозаводчик.

## Происхождение и семья
Родился в Лиде в польской католической дворянской помещичьей семье, принадлежавшей к гербу Дашкевич. Его отец — Ричард Поликарп (пол. Ryszard Polikarp; 5 февраля 1804—1873). Мать — Тереза Виктория (в девичестве — Дунин-Юндзилл) (пол. Teresa Wiktoria (Dunin-Jundziłł); 3 февраля 1830—11 февраля 1909), принадлежала к гербу Лебедь. У Дмитрия были две сестры: Малгожата (пол. Małgorzata; род. 1854) и Тереза (пол. Teresa; 1858—1937). Дмитрий Ричардович Корыбут-Дашкевич — землевладелец, его родовое имение 1480 десятин в Гродненской губернии, владелец винокуренного завода в Ойцово и конного завода, который был одним из лучших в стране, он поставлял строевых лошадей для ремонта гвардейской кавалерии. 
Был женат. Жена — Тереза Петронела Мария (в девичестве — Еленская) (пол. Teresa Petronela Maria (Jeleńska) 11 июля 1859 — 1 декабря 1941; Бухара), принадлежала к гербу Корчак, владела родовым имением. Их дети: Элеонора Мария (в замужестве — Михальская) (пол. Eleonora Maria (Michalska)); Мария (в замужестве — Рёмер) (пол. Maria (Römer)); Ричард (пол. Ryszard); Дмитрий Анжей (пол. Dymitr Andrzej), Констанция (в замужестве — Лубенская) (пол. Konstancja (Łubieńska)).

## Биография
В 1877 году окончил Рижскую гимназию, а в 1881 году — сельскохозяйственное отделение Рижского политехникума. На государственной службе не состоял; после окончания учёбы поселился в родовом имении Войтеховщина, где занимался сельским хозяйством: основал большой конный завод и сельскохозяйственное товарищество, переименованное в 1903 году в сельскохозяйственное общество. В 1901 году в Минске на выставке получил медаль за выращенных на своем заводе лошадей. Был членом Гродненского сельскохозяйственного сообщества. С 1900 по 22 февраля 1901 года был членом правления сельскохозяйственного сообщества. С 1910 года был председателем сельскохозяйственного сообщества. В 1906 году он представлял Гродненскую губернию в Союзе должников земельных банков.
19 декабря 1905 года в Вильне Корыбут-Дашкевич, как депутат от Гродненского уезда, участвовал в работе Земской комиссии по рассмотрению вопроса о введении земства в Северо-3ападном крае. Дмитрий Ричардович вошёл в состав комитета, созданного гродненским губернатором для борьбы с революционной пропагандой. В 1906 году был выборщиком в Первую Государственную думу от курии землевладельцев Гродненского уезда. 25 марта 1906 года был избран членом Государственного совета Российской империи от съезда землевладельцев Гродненской губернии. Входил в Польское коло. В 1909 году выбыл по истечении срока полномочий. В работе Государственного совета активного участия не принимал. В июне 1907 года принял участие в создании Краевой партии Литвы и Белоруссии. В 1915 году, во время Первой мировой войны, в связи с угрозой оккупации Гродненской губернии, переехал в родовое имение своей жены в Полесье. В конце войны вернулся в свое имение Войтеховщина, где и умер.